# Gyenesdiás
Gyenesdiás est un village et une commune du comitat de Zala en Hongrie, résultant de la fusion des municipalités de Gyenes et de Diás en 1840.